# Ruth Haas
Ruth Haas é uma matemática americana e professora da Universidade do Havaí em Manoa. Ela recebeu o prêmio M. Gweneth Humphreys da Association for Women in Mathematics (AWM) em 2015 por sua orientação de mulheres na matemática.  Em 2017 foi eleita Presidente da AWM e em 1º de fevereiro de 2019 assumiu esse cargo.

## Educação
Haas recebeu seu bacharelado em artes pelo Swarthmore College, seu mestrado em ciências pela Cornell University e seu doutorado da Cornell University em 1987.

## Carreira
Ruth Haas foi uma força motriz na forte e vibrante comunidade matemática da Smith College, onde lecionou por muitos anos. Na Smith Haas foi fundamental na criação do Centro para Mulheres em Matemática e do altamente bem sucedido programa pós-bacharelado em Smith. Há uma infinidade de outras iniciativas acadêmicas e comunitárias desenvolvidas e apoiadas por Ruth Haas, incluindo um curso de pesquisa de graduação altamente eficaz, a conferência anual Mulheres em Matemática no Nordeste (WIMIN), um programa para visitantes juniores, um programa de divulgação do ensino médio e seminários semanais. A AWM homenageou as conquistas marcantes de Ruth Haas em inspirar mulheres graduadas a descobrir e perseguir sua paixão pela matemática e, eventualmente, tornar-se matemáticos, concedendo-lhe o Prêmio M. Gweneth Humphreys de 2015.